# Leather Jackets
| 전문가 평가                       | 전문가 평가 |
| 평가 점수                         | 평가 점수   |
| 출처                              | 점수        |
| --------------------------------- | ----------- |
| AllMusic                          | [ 2 ]       |
| The Encyclopedia of Popular Music | [ 3 ]       |
| Los Angeles Times                 | (negative)  |
| Smash Hits                        | 8/10        |

《Leather Jackets》는 영국의 음악가 엘튼 존의 스물 번째 스튜디오 음반이다. 영국의 솔 스튜디오와 네덜란드의 위슬로드 스튜디오에서 녹음된 이 음반은 1986년에 발매되었으며, 1970년대 《Tumbleweed Connection》 이후 미국 빌보드 핫 100 차트나 영국 싱글 차트에서 톱 40 싱글을 기록하지 못한 첫 번째 음반이다. 이 음반은 또한 빌보드 200 차트에서 91위에 오르며 미국에서 가장 낮은 순위를 기록한 스튜디오 음반 중 하나이기도 한다.
이것은 거스 더전이 제작한 존의 마지막 스튜디오 발매작이었다. 1987년 목 수술 후 크리스 토머스는 프로듀서로 다시 고용되었다.

## 배경
2001년, 엘튼 존은 이 음반의 수록곡 〈Heartache All Over the World〉를 자신이 지금까지 녹음한 곡 중 최악의 곡으로 간주하며 "꽤 무의미하다"고 평가했다. 2006년, 그는 "거스 더전은 최선을 다했지만 너는 어리석은 짓을 할 수 없다"며 《Leather Jackets》를 자신의 모든 음반 중에서 가장 마음에 들지 않는다고 선언했다. 그는 또한 이 음반의 폭주족 영감을 받은 커버를 "매우 형편없지만 완전히 재앙이었다"고 평가했다. 저는 잘 모르는 사람이었고, 결혼도 했고, 코카인 한 봉지를 연달아 마신 것뿐이었다"고 말했다. 그럼에도 불구하고 작사가 버니 토핀은 1997년의 《The Big Picture》가 존의 최악의 음반의 영예를 받을 자격이 있다고 믿는다.

## 녹음
이 음반에서 나온 곡의 대부분은 1985년 《Ice on Fire》 세션에서 녹음되었다. 이것은 거스 더전이 제작할 마지막 스튜디오와 그가 《Reg Strikes Back》을 위해 롤랑 RD-1000 디지털 피아노로 전환하기 전 마지막으로 그랜드 피아노를 연주한 그의 마지막 음반이자 그 뒤를 이은 두 장의 음반이었다. 1987년 목 수술 후 크리스 토머스는 프로듀서로 재취업될 것이다. 존의 생애 처음으로 이 음반에 수록된 곡 중 5분 이상 나온 곡은 없다.

## 곡 목록
모든 곡들은 특별한 언급이 없는 한 엘튼 존과 버니 토핀에 의해 작사/작곡하였다.
| #  | 제목                       | 작사·작곡 | 재생 시간 |
| -- | -------------------------- | --------- | --------- |
| 1. | 〈Leather Jackets〉        |           | 4:10      |
| 2. | 〈Hoop of Fire〉           |           | 4:14      |
| 3. | 〈Don't Trust That Woman〉 | 셰어, 존  | 4:58      |
| 4. | 〈Go It Alone〉            |           | 4:26      |
| 5. | 〈Gypsy Heart〉            |           | 4:46      |

| #  | 제목                                 | 작사·작곡           | 재생 시간 |
| -- | ------------------------------------ | ------------------- | --------- |
| 1. | 〈Slow Rivers (with 클리프 리처드)〉 |                     | 3:13      |
| 2. | 〈Heartache All Over the World〉     |                     | 4:01      |
| 3. | 〈Angeline〉                         | 존, 토핀, 앨런 카벨 | 3:56      |
| 4. | 〈Memory of Love〉                   | 존, 게리 오스본     | 4:08      |
| 5. | 〈Paris〉                            |                     | 4:01      |
| 6. | 〈I Fall Apart〉                     |                     | 4:00      |

## 인증
| 국가                       | 인증 | 판매량/출하량 |
| -------------------------- | ---- | ------------- |
| 뉴질랜드 (RMNZ)            | 골드 | 7,500^        |
| 스페인                     | —    | 12,000        |
| 스위스 (IFPI 스위스)       | 골드 | 25,000^       |
| 영국 (BPI)                 | 골드 | 100,000^      |
| ^출하량을 기반으로 한 인증 |      |               |